# Cauto
Cauto (Río Cauto) – rzeka we wschodniej Kubie, najdłuższa w kraju. Ma 343 km długości. Źródła znajdują się w górach Sierra Maestra. Cauto przepływa przez obszary rolnicze niziny Llanura del Cauto Guacanayabo. Rzeka ta uchodzi do Zatoki Guacanayabo. Ujście rzeki leży na obszarach bagiennych. Największym dopływem Cauty jest rzeka Salado.